# Fritz Kunert
Fritz Kunert (* 15. September 1850 in Altlandsberg; † 26. November 1931 in Berlin) war ein deutscher Politiker (SPD, USPD).

## Leben und Beruf
Kunert, der ursprünglich evangelischen Glaubens war, besuchte nach dem Abschluss der Volksschule von 1867 bis 1870 das Lehrerseminar in Kyritz und war anschließend als Volksschullehrer tätig. Nach seiner Hinwendung zum Sozialismus trat er aus der evangelischen Kirche aus.
Kunert war mit Marie, geb. Bombe, verheiratet, die später ebenfalls Reichstagsabgeordnete wurde.

## Partei

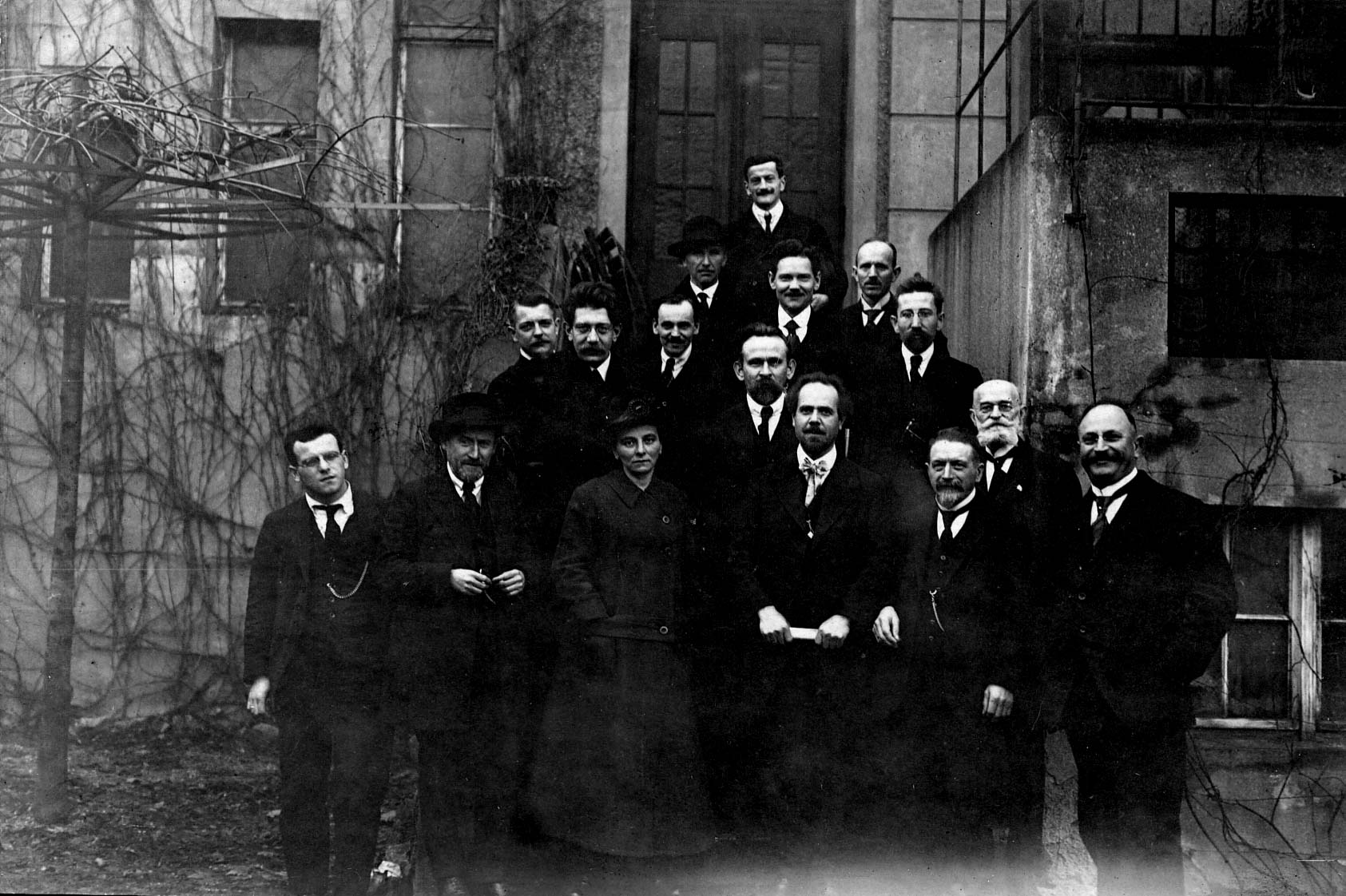
Gruppenfotografie Ende des Jahres 1919 mit Angehörigen des USPD-Parteivorstandes und weiteren prominenten Vertretern der Unabhängigen Sozialdemokraten anlässlich eines Besuchs von Friedrich Adler (vierter von links), einem führenden Vertreter der österreichischen Sozialdemokratie. Unter den Abgebildeten: Arthur Crispien, Wilhelm Dittmann, Friedrich Adler, Richard Lipinski, Wilhelm Bock, Alfred Henke, Curt Geyer, Fritz Zubeil, Hugo Haase, Fritz Kunert, Georg Ledebour, Emanuel Wurm

Kunert war ursprünglich SPD-Mitglied. Vom 12. Juni 1888 bis 1889 war er Mitglied der Berliner Stadtverordnetenversammlung. 1889 wurde er Nachfolger von Bruno Geiser als Redakteur der „Schlesischen Nachrichten“ in Breslau. Vor dem Ersten Weltkrieg war er einige Jahre Heimleiter eines Arbeiter-Jugendheimes in der Brunnenstraße in Berlin. Im Zuge der Parteispaltung im Ersten Weltkrieg ging er 1917 zur USPD. Als sich die USPD-Mehrheit 1920 mit der KPD vereinigte, gehörte er zur Minderheit, die die Partei aufrechterhielt. Im Mai 1922 kehrte er zur SPD zurück.

## Reichstagsabgeordneter
Dem Reichstag des Kaiserreiches gehörte Kunert von 1890 bis 1893, 1896 bis 1907 und erneut von 1909 bis 1918 jeweils für den Wahlkreis „Merseburg 4-Haale-Saalkreis“ an. Nach der Kriegserklärung Deutschlands an Russland und Frankreich war er neben Otto Rühle einer von zwei SPD-Reichstagsabgeordneten, die am 4. August 1914 nicht der Bewilligung der Kriegskredite zustimmten, sondern vor der Abstimmung den Saal verließen. 1919/20 war Kunert Mitglied der Weimarer Nationalversammlung, um dann bis 1924 erneut dem Reichstag anzugehören. In der Nationalversammlung setzte er sich insbesondere für die Aufhebung jeglicher Staatsleistungen an die Kirchen und Religionsgemeinschaften ein. Zudem forderte er eine strikte Trennung von Kirche und Staat, indem u. a. das Privileg der Religionsgemeinschaften in Krankenhäusern, in Gefängnissen und beim Militär religiöse Handlungen zu vollziehen beseitigt wird. Zudem beantragte er am 16. Juli 1919 in der Nationalversammlung die Verstaatlichung des gesamten Gesundheitswesens. Mit diesen Forderungen konnte er sich jedoch nicht durchsetzen. 1924 nahm er altersbedingt Abschied von der Politik. In Erinnerung an den ersten Reichstagsabgeordneten der SPD in Halle ist seit 1946 eine Straße in der sachsen-anhaltinischen Stadt nach ihm benannt.

## Veröffentlichungen
- Zur Erinnerung an die Feier der Jugend-Aufnahme in der freireligiösen Gemeinde zu Berlin.  Rubenow, Berlin 1870.
- Fernziele. Eine festliche Ansprache gehalten beim Stiftungs-Fest der Mitgliedschaft des deutschen Tischlerverbandes zu Breslau im Juli 1892. Wörlein & Comp., Nürnberg 1892. Digitalisat
- Die allgemeine Volksschule. In: Die neue Zeit. Revue des geistigen und öffentlichen Lebens.  10.1891-92, 2. Band(1892), Heft 43, S. 518–526. Digitalisat
- Die heilige Vehme des Militarismus. Nach kriegsgerichtlichen Erkenntnissen. Wörlein & Comp., Nürnberg 1894.
- Aus unserem modernen Kunstleben. In: Die neue Zeit. Revue des geistigen und öffentlichen Lebens. 12.1893-94, 1. Band (1894), Heft 14, S. 428–436. Digitalisat
- Cosima Wagners Ringen um den Parsifalschutz. In: Sozialistische Monatshefte. 36(1930), Heft 12, S. 1244–1252. Digitalisat